# 외척
외척(外戚)은 어머니 쪽의 친척을 이르는 말로 동양에서는 역사적으로 왕후, 황후 혹은 후궁의 친정사람들을 이르는 말로 쓰였다. 또한 부마도위의 가문 또한 외척으로 보기도 한다. 별칭으로 척신(戚臣)이라 부르기도 하였다. 외척 중 특히 왕 혹은 황제의 장인은 국구(國舅)라고 불렸다. 외척들이 권력을 잡아 이루는 정치를 척신정치(戚臣政治)라고 하는데 이 경우 나라의 큰 병폐로서 왕조를 쇠퇴로 내몰거나 역성혁명(易姓革命)이 일어나기도 하였다.

## 작위
- 고려는 국구에게 최고 공작의 작위를 하사하였다.
- 조선은 국구에게 부원군의 작위를 하사하였다.

## 외척의 목록

### 한국

#### 고구려
- 연타발: 동명성왕 때의 외척, 소서노(召西奴)의 아버지

#### 백제
- 진고도: 근구수왕 때의 외척, 아이부인(阿爾夫人)의 아버지

#### 고려
- 왕규: 혜종 때의 외척, 후광주원부인(後廣州院夫人)의 아버지
- 이자연: 문종 때의 외척, 인예태후(仁睿太后)·인경현비(仁敬賢妃)·인절현비(仁節賢妃)의 아버지
- 이자겸: 순종·예종·인종 때의 외척, 장경궁주(長慶宮主)·문경태후(文敬太后)·두 폐비 이씨(廢妃 李氏)의 아버지

#### 조선
- 심강: 명종 때의 외척, 인순왕후(仁順王后)의 아버지
- 김한구: 영조 때의 외척, 정순왕후(貞純王后)의 아버지
- 김조순: 순조 때의 외척, 순원왕후의 아버지
- 윤원형: 중종 때의 외척, 문정왕후의 처남

### 중국

#### 한나라
- 왕망: 원제 때의 외척, 효원황후의 조카
- 하진: 영제 때의 외척, 하태후(夏太后)의 오빠
- 복완: 헌제 때의 외척, 복황후(伏皇后)의 아버지
- 조조: 헌제 때의 외척, 헌목황후(獻穆皇后)의 아버지

## 같이 보기
- 규벌